# Digerdöden i England
Digerdöden i England ägde rum mellan juni 1348 och december 1349. Den är mer väldokumenterad och har blivit föremål för mer forskning än digerdöden i kanske något annat land i Europa och världen med undantag av Italien. Det gäller även med avseende på dess grannländer, då det finns mindre dokumentation om digerdöden på Irland (1348-1349), och ännu mindre Skottland (1350-1351). I England dog mellan en tredjedel och hälften av nationens invånare på grund av pandemin. 

## Bakgrund

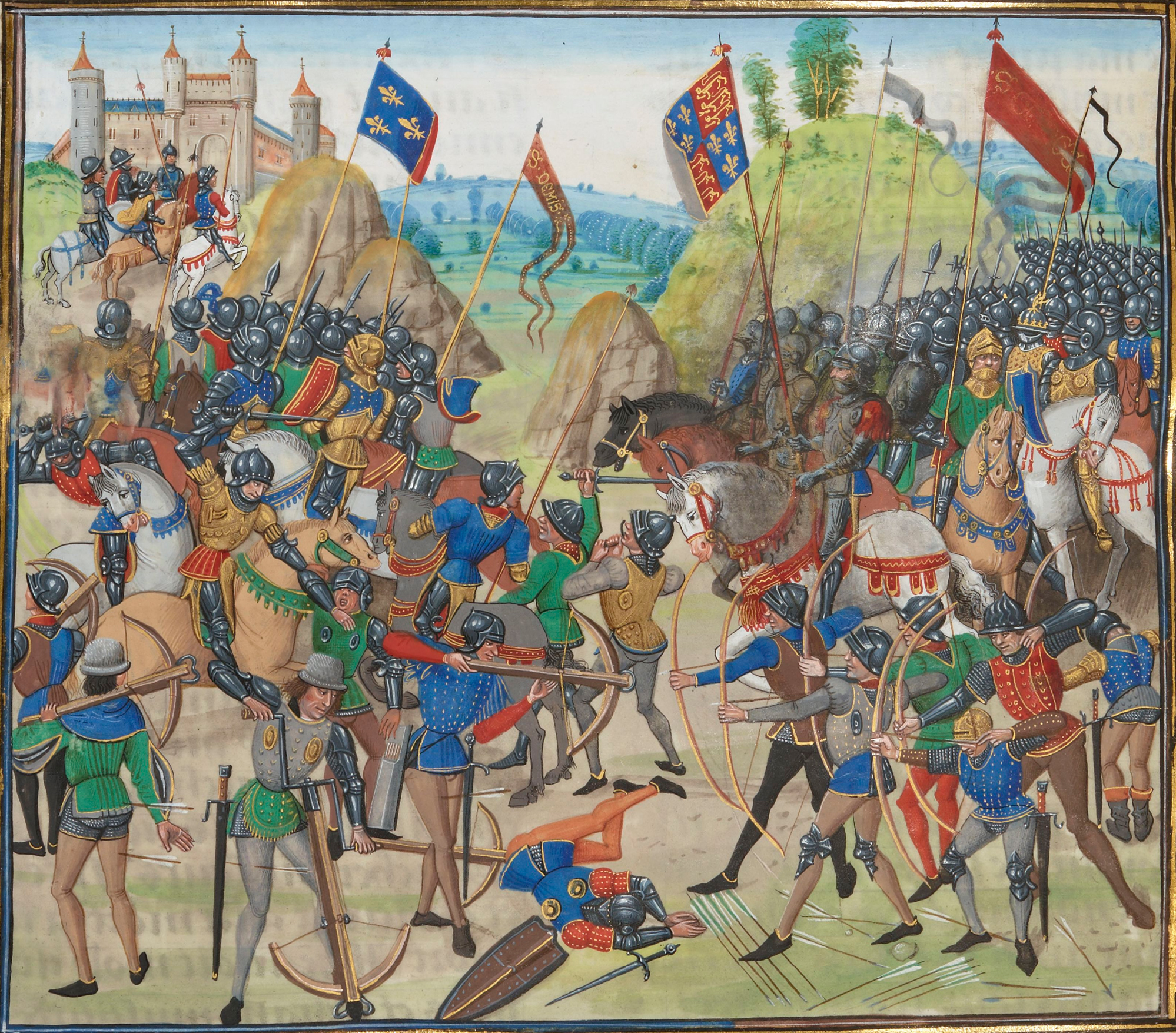
Slaget vid Crécy 1346, genom vilket England fick ryktet som en militär stormakt.

### England under 1300-talet
Det är omöjligt att ange befolkningens storlek i England med någon grad av exakthet, innan digerdödens ankomst. Uppskattningar som gjorts pekar på 3-7 miljoner, men det är troligare att antalet låg i den övre delen av det intervallet, det vill säga runt sex miljoner.

### Digerdöden

En karta som visar hur digerdöden spred sig genom Europa.

Begreppet "digerdöden" syftar på det första och allvarligaste utbrottet av den andra pestpandemin.

## Pandemins spridning i England
Enligt de krönikor som skrevs av franciskanerna i King's Lynn var det genom ett skepp från Gascogne till Melcombe i Dorset, idag normalt benämnt som Weymouth, som smittan kom till England, strax före festen till minne av Johannes Döparen den 24 juni 1348. Andra källor har angett andra städer som pandemins första anhalt, bland annat Bristol och Southampton. Bristol var i alla händelser den första stad i England som härjades av digerdöden. 
Från Bristol spred sig smittan åt sydväst. Under hösten 1348 nådde pesten London, där den är bekräftad i november men kan ha nått så tidigt som i september. Digerdöden överlevde vintern 1348-49. Från huvudstaden spred den sig över hela södra England under mars 1349. I maj hade pesten nått York, och därefter spred den sig över norra England under sommaren 1349. Under vintern började pesten ebba ut, och i december 1349 uppges förhållandena i landet ha börjat återgå till det normala.

## Följder och efterspel
Pesten återkom gång på gång till England i nya utbrott, nationella eller lokala, som dock minskade i dödlighet fram till Stora pesten i London 1665. Det värsta av dessa följande utbrottet var 1361-62. 
Digerdöden förorsakade ett avbrott i det pågående hundraårskriget mellan Frankrike och England. Befolkningsminskningen gjorde att lönerna steg bland de arbetare som fanns kvar, en utveckling som motarbetades av godsägarna, något som utmynnade i upproret 1381, som i sin tur så småningom ledde till livegenskapens upphävande i England. 